# Groovy
Groovy – obiektowy język skryptowy wzorowany na składni Javy, wzbogacony o dodatkowe cechy takie jak:
- domknięcia (obiekt będący złożeniem funkcji z określonym zestawem danych – ustalonych w momencie tworzenia obiektu, a wykorzystywanych przez tę funkcję przy jej wywołaniu)
- przeciążanie operatorów
- ułatwienia w obsłudze kolekcji i wyrażeń regularnych
- możliwość uruchomienia jako języka dynamicznie interpretowanego bądź skompilowanego do formatu kodu bajtowego[3].

Język jest w trakcie standaryzacji w ramach Java Community Process, w ramach zgłoszenia JSR 241.

## Składnia
Pod względem składniowym język Groovy posiada następujące cechy:
- średnik na końcu linii nie jest obowiązkowy,
- słowo kluczowe return nie jest wymagane w metodzie – gdy nie występuje to zwracana jest wartość ostatniego wyrażenia,
- metody get i set dla pól publicznych w klasie są tworzone automatycznie,
- metody nie wymagają określenia typu zwracanego w nagłówkach,
- zmienne nie wymagają określenia typu podczas deklaracji, aczkolwiek w przypadku użycia dookreślenia – kompilator wymusza silne typowanie konkretnej zmiennej.

## Frameworki i narzędzia
Dla języka Groovy i z jego pomocą powstał szereg narzędzi, m.in.:
- Gradle,
- Griffon,
- Geb,
- Spock,
- Grails.